# Cherew le-Et
Cherew le-Et (hebr. חרב לאת) – moszaw położony w samorządzie regionu Emek Chefer, w Dystrykcie Centralnym, w Izraelu.
Leży na równinie Szaron w otoczeniu miasta Hadera, miasteczka Eljachin, moszawów Chogla i Chibbat Cijjon, oraz kibuców Giwat Chajjim (Ichud) i Giwat Chajjim (Me’uchad).

## Historia
Moszaw został założony w 1947 przez zdemobilizowanych żydowskich żołnierzy z Brytyjskich i Czeskich Sił Zbrojnych. Nazwa została zaczerpnięta z biblijnego wersetu z Księgi Izajasza 2:4

On będzie rozjemcą pomiędzy ludami i wyda wyroki dla licznych narodów. Wtedy swe miecze przekują na lemiesze, a swoje włócznie na sierpy. Naród przeciw narodowi nie podniesie miecza, nie będą się więcej zaprawiać do wojny.

## Kultura i sport
W moszawie jest ośrodek kultury oraz boisko do piłki nożnej.

## Gospodarka
Gospodarka moszawu opiera się na intensywnym rolnictwie, sadownictwie i hodowli drobiu.

## Komunikacja
Wzdłuż zachodniej granicy moszawu przebiega droga ekspresowa nr 4  (Erez–Kefar Rosz ha-Nikra), brak jednak możliwości bezpośredniego wjazdu na nią. Lokalne drogi prowadzą do położonego na południu moszawu Chibbat Cijjon, przy którym przebiega droga nr 581 , którą jadąc na zachód dojeżdża się do drogi ekspresowej nr 4 i moszawu Ge’ule Teman, lub jadąc na wschód dojeżdża się do kibuców Giwat Chajjim (Ichud) i Giwat Chajjim (Me’uchad). Lokalna droga i droga nr 5812 prowadzą na północ do miasteczka Eljachin.